# 2032
سنة 2032 م هي سنة كبيسة تبدأ يوم الخميس حسب التقويم الغريغوري.

## أحداث يتوقع حدوثها في هذه السنة
- 13 نوفمبر - عبور عطارد
- الألعاب الأولمبية الصيفية 2032